# Max André (acteur)
Pour les articles homonymes, voir Max André et André.
Max André,, né le 1er août 1938 à Paris 17e, et mort le 10 novembre 2020 en France, est un acteur et directeur artistique français.
Actif dans le doublage, il a notamment été la voix française la plus régulière de Ron Rifkin.
Il était ami avec l'acteur Daniel Beretta,.

## Théâtre

### Comédien
- 1977 : Les Petits Oiseaux, d'Eugène Labiche, mise en scène René Dupuy, Théâtre Marigny[5]

### Chorégraphe
- 1970 : Le Bourgeois gentilhomme, de Molière, mise en scène Jean Le Poulain, Théâtre Marigny[6]
- 1976 : Fanny et ses gens, de Jerome K. Jerome, mise en scène Raymond Gérôme, Théâtre Édouard VII[7]

## Filmographie

### Cinéma
- 1950 : Porte d'orient de Jacques Daroy
- 1950 : La Maison du printemps de Jacques Daroy[8]
- 1953 : Le Club des 400 coups de Jacques Daroy
- 1969 : Les Racines du mal de Maurice Cam
- 1996 : For Ever Mozart de Jean-Luc Godard : un conseiller

### Télévision
- 1967 : Spéciale dernière, téléfilm d'Alain Dhénaut : Kruger
- 1970 : Les Lettres de mon moulin, téléfilm de Pierre Badel : le sous-préfet
- 1970 : La Fleur, téléfilm de Jacques Robin
- 1973 : Les Nouvelles Aventures de Vidocq, épisode "Vidocq et l'archange" de Marcel Bluwal
- 1977 : Les Petits Oiseaux d'Eugène Labiche, mise en scène par René Dupuy, réalisation Pierre Sabbagh, Théâtre Marigny : Joseph
- 1980 : La Conquête du ciel : Mesnard (mini-série, épisodes 1 à 4)
- 1982 : Lénine, téléfilm de Jeannette Hubert

## Doublage

### Cinéma

#### Films
- 1980 : Tu fais pas le poids, shérif ! : le gouverneur (John Anderson) (2e doublage)
- 1980 : Fog : Dan O'Bannon (Charles Cyphers)
- 1980 : Ça va cogner : le réceptionniste de l'hôtel (Mark L. Taylor)
- 1981 : Scanners : Darryl Revok (Michael Ironside)
- 1982 : Rambo : Lester (Alf Humphreys)
- 1983 : Private School (en) : Mr. Ramsay (Burke Byrnes)
- 1983 : L'Héritier de la panthère rose : le Pr Auguste Balls (Harvey Korman)
- 1985 : Witness : Fergie (Angus MacInnes) / voix-off au journal[9]
- 1985 : Dreamscape : Gary Finch (Chris Mulkey)
- 1985 : Mort d'un commis voyageur : Ben (Louis Zorich)
- 1986 : Labyrinthe : Robert Williams (Christopher Malcolm) (1er doublage)
- 1986 : Blue City : Le lieutenant Ortiz (Luis Contreras)
- 1987 : Toubib malgré lui : Chambers (Joe Mantegna)
- 1988 : Cherry 2000 : Bill (Marshall Bell)
- 1989 : Permis de tuer : Heller (Don Stroud)
- 1990 :  Cabal : Dr Philip K. Decker (David Cronenberg)
- 1991 : Dans la peau d'une blonde : le Diable (Bruce Payne)
- 1993 : Les Trois Mousquetaires : Henri (Christopher Adamson)
- 1994 : Speed : Le commissaire (Beau Starr)
- 2000 : L'Enfer du devoir : le général Perry (Dale Dye)
- 2000 : Sale Môme : Sam, le père de Russ (Daniel von Bargen)
- 2000 : La Coupe d'or : le colonel Bob Assingham (James Fox)

#### Films d'animation
- 1989 : Le Triomphe de Babar : le grand rhinocéros
- 1996 : Aladdin et le Roi des voleurs : Rasoul[10]

### Télévision
Téléfilm
- 1985 : Mort d'un commis voyageur : Ben (Louis Zorich (en))

#### Séries télévisées
- Ron Rifkin dans : 
  - Alias (2001-2006) : Arvin Sloane[11] (105 épisodes)
  - Brothers and Sisters (2006-2011) : Saul Holden[11] (110 épisodes)
  - New York, unité spéciale (2011-2014) : Marvin Exley (6 épisodes)
  - Touch (2013) : Isaac (saison 2, épisode 13)
  - Gotham (2015-2016) : le père Creal[12] (5 épisodes)
- 1955 : Rintintin : Luke Stocker (John Cliff) (épisode Une enquête difficile)[réf. nécessaire]
- 1957 : Zorro : Antonio Castillo (Lee Van Cleef)
- 1967-1968 : Au cœur du temps : Dr Tony Newman (James Darren)
- 1968 : Les Mystères de l'Ouest : Dr Miguelito (Michael Dunn)
- 1973-1983 : La Petite Maison dans la prairie : Dr Hiram Baker (Kevin Hagen)
- 1974 : La Planète des singes : Le conseiller Zaius (Booth Colman)
- 1978 : Les Feux de l'amour : Paul Williams (Doug Davidson)
- 1983 : L'Agence tous risques : Miler Crane (Michael Ironside) épisode La Guerre des Taxis
- 1986 : Dallas : Matt Cantrell (Marc Singer)[11]
- 1989-1990 : L'Enfer du devoir : lieutenant Johnny McKay (Dan Gauthier)
- 1994-1999 : Hartley, cœurs à vif : Jim Deloraine (Stephen O'Rourke)
- 1994-2003 : Friends : M. Heckles (Larry Hankin) (saison 1, épisode 7)
- 1996 : Power Rangers Zeo : Adam Park / Zeo Ranger Vert (Johnny Bosch)
- 1997 : Millennium : Bob Bletcher (Bill Smitrovich)
- 1998 : Les Anges du bonheur : M. Miller (Oscar Rowland)
- 2001 : Parents à tout prix : Walt Finnerty (Richard Riehle)
- 2001-2005 : Tout le monde aime Raymond : Frank Barone (Peter Boyle) (2e voix)
- 2001-2007 : Preuve à l'appui : Ross Larken (Jeff Yagher)
- 2002 : 24 heures chrono : Victor Drazen (Dennis Hopper)
- 2004-2005 : À la Maison-Blanche : Dr Mike Gordon (Reed Diamond)
- 2005-2013 : Les Experts : Manhattan : Dr Hammerback (Robert Joy)[11]
- 2006 : Dr House : Dan (Jake McDorman) (saison 2)
- 2008 : Hannah Montana : le père de Sarah (Ed Begley Jr.) (saison 3, épisode 6)
- 2009 : Lie to Me : le capitaine Markov (Sasha Roiz), Mason Brock (Ricky Jay) (saison 2, épisode 9), Sam Hendricks (Howard Hesseman) (saison 2, épisode 11)
- 2009 : Hung : Howard Koontz (Loren Lester)
- 2011-2012 : Homeland : William Walden (Jamey Sheridan)
- depuis 2012 : Person of Interest : John Greer (John Nolan)
- 2012-2013 : Breaking Bad : Jack Welker (Michael Bowen)
- 2012 : NCIS : Enquêtes spéciales : Billy Wayne (Patrick Stafford) (saison 9, épisode 21)
- 2015 : New York, unité spéciale : le juge Daniel Dolan (Dayton Callie) (saison 15 épisode 12)

#### Séries d'animation
- 1978 : Zora la rousse : Dordevic
- 1979-1980 : King Arthur : Lavik
- 1980-1981 : Le Monde Enchanté de Lalabel : Nostra (ép. 25)
- 1985-1990 : Les Gummi : Zummi, Duc Sigmund Igthorn
- 1994 : Docteur Globule : Horrifido
- 1999-2002 : Spider-Man Advenced : voix du Caïd
- 2003-2006 : Ratz : voix addtionnelles

### Jeux vidéo
- 2007 : Assassin's Creed : Warren Vidic[13],[14]
- 2008 : Fable II : Reaver[15]
- 2009 : Assassin's Creed II : voix additionnelles[16]
- 2010 : Fable III : Reaver

### Direction artistique
Séries télévisées
- Merlin (1998)
- Les Brigades du Tigre
- État d'alerte
- Warehouse 13
- Melrose Place
- Alerte à Hawaï
- Un cas pour deux
- Starsky et Hutch
- L'Agence tous risques
- Deux flics à Miami
- Mes adorables voisins
- Docteur Who (saisons 1 à 8)
- Les Enquêtes de Murdoch